# Sierra Leone i olympiska sommarspelen 1996
Sierra Leone deltog i de olympiska sommarspelen 1996 med en trupp bestående av 14 deltagare, men ingen av landets deltagare erövrade någon medalj.

## Boxning
| Boxare      | Gren          | Sextondelsfinal      | Åttondelsfinal       | Kvartsfinal          | Semifinal            | Final                |
| Boxare      | Gren          | Motståndare Resultat | Motståndare Resultat | Motståndare Resultat | Motståndare Resultat | Motståndare Resultat |
| ----------- | ------------- | -------------------- | -------------------- | -------------------- | -------------------- | -------------------- |
| David Kowah | Lätt tungvikt | bye                  | Tarver (USA) L RSC   | Gick inte vidare     | Gick inte vidare     | Gick inte vidare     |

## Friidrott
Herrar
Bana och landsväg
| Sanusi Turay                                        | Herrarnas 100 meter             | 10.39   | 42  | Gick inte vidare | Gick inte vidare | Gick inte vidare | Gick inte vidare | Gick inte vidare | Gick inte vidare |                  |                  |                  |                  |
| Pierre Lisk                                         | Herrarnas 200 meter             | 20.86   | 42  | Gick inte vidare | Gick inte vidare | Gick inte vidare | Gick inte vidare | Gick inte vidare | Gick inte vidare |                  |                  |                  |                  |
| Tom Ganda Pierre Lisk Josephus Thomas Sanusi Turay  | Herrarnas 4 x 100 meter stafett | 38.98   | 7 q | N/A              | N/A              | 38.91            | 9                | Gick inte vidare | Gick inte vidare | Gick inte vidare | Gick inte vidare | Gick inte vidare | Gick inte vidare |
| Prince Amara Haroun Korjie Foday Sillah Frank Turay | Herrarnas 4 x 400 meter stafett | 3:11.65 | 22  | N/A              | N/A              | Gick inte vidare | Gick inte vidare | Gick inte vidare | Gick inte vidare |                  |                  |                  |                  |

Damer
Bana och landsväg
| Idrottare                                              | Gren                           | Heat omgång 1    | Heat omgång 1    | Heat omgång 2    | Heat omgång 2    | Semifinal        | Semifinal        | Final            | Final            |
| Idrottare                                              | Gren                           | Tid              | Placering        | Tid              | Placering        | Tid              | Placering        | Tid              | Placering        |
| ------------------------------------------------------ | ------------------------------ | ---------------- | ---------------- | ---------------- | ---------------- | ---------------- | ---------------- | ---------------- | ---------------- |
| Melrose Mansaray                                       | Damernas 400 meter             | 54.37            | 43               | Gick inte vidare | Gick inte vidare | Gick inte vidare | Gick inte vidare | Gick inte vidare | Gick inte vidare |
| Eunice Barber Sama Fornah Sia Kamanor Melrose Mansaray | Damernas 4 x 100 meter stafett | Diskvalificerade | Diskvalificerade | N/A              | N/A              | N/A              | N/A              | Gick inte vidare | Gick inte vidare |

Fältgrenar
| Idrottare     | Gren               | Kval     | Kval      | Final            | Final            |
| Idrottare     | Gren               | Resultat | Placering | Resultat         | Placering        |
| ------------- | ------------------ | -------- | --------- | ---------------- | ---------------- |
| Eunice Barber | Damernas längdhopp | 6.45     | 19        | Gick inte vidare | Gick inte vidare |

Mångkamp – Damernas sjukamp
| Idrottare     | Gren     | 100H  | HJ   | SP    | 200 m | LJ   | JT    | 800 m   | Final | Rank |
| ------------- | -------- | ----- | ---- | ----- | ----- | ---- | ----- | ------- | ----- | ---- |
| Eunice Barber | Resultat | 13.50 | 1.77 | 12.87 | 24.67 | 6.57 | 45.26 | 2:13.27 | 6342  | 5    |
| Eunice Barber | Poäng    | 1050  | 941  | 719   | 917   | 1030 | 768   | 917     | 6342  | 5    |